# Magyar Bányászati és Földtani Szolgálat
A Magyar Bányászati és Földtani Szolgálat a  Magyar Földtani és Geofizikai Intézet és a Magyar Bányászati és Földtani Hivatal összeolvadásával 2017. július 1-ével létrejött központi hivatal, amelynek irányítását a bányászati ügyekért felelős miniszter látja el. Élén az elnök áll.

## Története
A bányafelügyelet Magyarországon több száz éves múltra tekinthet vissza. A Kormány a 2007. január 1-vel hatályba lépett 267/2006. (XII. 20.) Korm. rendelettel a Magyar Bányászati és Földtani Hivatalt jelölte ki bányafelügyeletként és az állami földtani feladatokat ellátó szervként. A Kormány a Magyar Bányászati Hivatal nevét Magyar Bányászati és Földtani Hivatalra változtatta; új bányakapitányságként Budapest főváros és Pest megye illetékességi területtel létrehozta a Budapesti Bányakapitányságot. Egyidejűleg a Kormány a Magyar Geológiai Szolgálatot és a Szénbányászati Szerkezetátalakítási Központot megszüntette azzal, hogy a Magyar Bányászati és Földtani Hivatal lett a Magyar Geológiai Szolgálat, valamint a Szénbányászati Szerkezetátalakítási Központ jogutódja.
A Hivatal állami földtani feladatainak ellátásában közreműködött vele a Magyar Állami Földtani Intézet és a Magyar Állami Eötvös Loránd Geofizikai Intézet, majd 2012. április 1-től az ezek összevonásával létrehozott Magyar Földtani és Geofizikai Intézet.
Az MFBH-t a 267/2006. (XII. 20.) Korm. rendelet hívta életre, 2007. január 1-jétől.
2017. július 1-jétől a Magyar Bányászati és Földtani Hivatalba beolvad a Magyar Földtani és Geofizikai Intézet és központi hivatal jogállásban működik tovább. A 161/2017. (VI. 28.) Korm. rendelet az új szerv nevét Magyar Bányászati és Földtani Szolgálatra változtatta.

## Feladatai
A Szolgálat bányafelügyeleti és állami földtani feladatokat ellátó szervként hatósági ügyekben országos illetékességgel jár el, kutatási divíziója tudományos kutatómunkát folytat földtani, geofizikai és klímapolitikai szakterületeken. 